# Yoshiharu Minami
Yoshiharu Minami (jap. 南 喜陽 Minami Yoshiharu; ur. 10 września 1951 w Hiroszimie) – japoński judoka. Olimpijczyk z Montrealu 1976, gdzie zajął dwunaste miejsce w wadze lekkiej.
Mistrz świata w 1973 i 1975. Mistrz Azji w 1974 roku.

## Letnie Igrzyska Olimpijskie 1976
| Konkurencja | Eliminacje                     | Eliminacje            | Klas. końcowa |
| Konkurencja | Przeciwnik I                   | Przeciwnik II         | Miejsce       |
| ----------- | ------------------------------ | --------------------- | ------------- |
| 63 kg       | Dionisio Yoseph (GUY) Walkower | Yves Delvingt (FRA) P | 12.           |